# Карневали, Эрио
Эрио Карневали (итал. Erio Carnevali) — итальянский художник, скульптор, дизайнер и декоратор.

## Биография
Эрио Карневали родился в апреле 1949 года в Модене. С ранних лет его увлекало искусство. 
В 70-е годы художник занимался созданием декораций для телевидения и театра, в том числе и для спектакля с Риккардо Куччолла в театре города Отранто. Эрио тесно сотрудничает с архитектором Паоло Портогези. 
Эрио Карневали является автором многих принтов бренда Missoni.

## Персональные выставки и работы
Эрио Карневали не только выставляет свои работы в галереях, но так же его работы становятся частью интерьеров церквей, монастырей, ресторанов, университетов.
Его керамику можно обнаружить во многих ресторанах, отелях и известных домах.
Эрио регулярно участвует в выставках, а также делает скульптуры и керамику для частных клиентов.
1988 – Галерея ADAC, Модена
1989 – Церковь Сан-Стае, Венеция; Комнаты монастыря Сан Паоло, Парма
1990 – Каса-дель-Мантенья, Мантуя; Музей Милана, Милан
1991 – Палаццо де Диаманти, Феррара
1992 – Монументальный комплекс Сан-Микеле Рипа, Рим; Бывшая церковь Paradisino, Модена
1993 – Колонный зал, Нонантола; Дом Джульетты, Верона
1996 – Галерея Современного искусства, Верона
1997 – Муниципальная галерея La Pescheria, Чезена
1998 – Галерея Los Oficios, Гавана; Галерея Domingo Ravenet, Гавана; Галерея Guayasamin, Гавана; Галерея MPS, Брюссель
1999 – Галерея Сан Карло, Милан
2001 – Галерея современного искусства Палаццо Дукале, Павулло-нель-Фриньяно
2002 – Галерея Сан Карло, Милан
2003 – Галерея Punto Arte, Модена; Экс Кьеза ди Лорето Мадонна, Ланчано; Hessische Landesvertretung, Берлин; Музей The New Berlin Art Company, Берлин
2004 – Галерея Витторио Эмануэле, Милан; Галерея Новый знак, Форли; Spazio Drago, Санта-Моника;
2005 – Музей искусств итальянских поколений Bargellini, Пьеве-ди-Ченто; Celestino Drago, Санта-Моника;
2006 – Spazio Drago, Санта-Моника; Аудитория, Молинелла; - Бывший церковь Клятвы, Медичина
2007 – Дом Frabboni, Сан-Пьетро-ин-Казале; Spazio Drago, Санта-Моника; Городская галерея Леонардо да Винчи, Чезенатико
2008 – Ресторан Drago Cento, Санта-Моника; Театр Финале-Эмилия
2009 – Ресторан Drago Cento Downtown, Лос-Анджелес; “Via dell’Alloro”, Беверли-Хиллз; Галерея Сан Карло, Милан; Церковь Благовещения
2010 – Ресторан Drago Cento, Санта-Моника; Ресторан Drago Cento Downtown, Лос-Анджелес; Католический университет Святого Сердца, Милан;  Итальянский институт культуры, Кёльн
2011 – Выставочный зал редакции Ганджеми, Рим; Ресторан Drago Cento Downtown, Лос-Анджелес
2013 –  Итальянский институт культуры, Берлин; Культурный центр Борхес, Буэнос-Айрес
2014 – Итальянский институт культуры, Мюнхен